# Bicol
Bicol ili Regija V (također znano kao Bicolandia) je jedna od 17 regija Filipina. Bicol se sastoji od četiri pokrajine na Bicolskom poluotoku, jugoistočnom dijelu otoka Luzon i dvije otočne pokrajine pored poluotoka. Regionalni centar je Legazpi City
u pokrajini Albay.